# Антон Джил
Антон Джил (на английски: Anton Gill) е английски драматург, историк и писател, автор на бестселъри в жанровете трилър, фентъзи, исторически романи и документалистика. Пише и под псевдонима Оливър Боудън (на английски: Oliver Bowden).

## Биография и творчество
Антон Джил е роден на 22 октомври 1948 г. в Илфорд, Есекс, Англия. Баща му е германец, инженер, а майка му англичанка, преподавателка по английски и руски език, и драма. Израства в Лондон. Учи в гимназия „Чигуел“ в периода 1960 – 1966 г. и участва в много училищни пиеси, което го кара да продължи да специализира в театъра.
В периода 1967 – 1970 учи в „Клеър Колидж“ на Кеймбриджкия университет, където получава бакалавърска степен по английска литература с френски и немски език като допълнителни специалности, а през 1973 г. получава и магистърска степен. В колежа е председател на Академичния драматичен клуб и е работил в театъра на Кеймбридж с Дейвид Хеър.
В периода 1970 – 1976 г. работи професионално в театър „Роял Кърт“ в Лондон, главно като асистент-режисьор, като сътрудничи с Линдзи Андерсън, Самюел Бекет, Албърт Фини, Били Уайтлоу, Джон Озбърн и Антъни Пейдж. Има гостувания в Женева (1973), Кьолн (1975) и Ню Йорк (1976).
В периода 1976 – 1978 г. е директор на Съвета за театрални изкуства на Великобритания по въпросите за новите пиеси и обучението. През това време през 1976 г. той е и автор на редица радио програми за Би Би Си. В периода 1978 – 1981 г. е продуцент на радио пиеси в Би Би Си, като работи известно време и в Бирмингам.
В периода 1981 – 1982 г. режисира радио пиеси за радио „Север“ в Хамбург, като и на други места в Германия, Нова Зеландия и Канада. В периода 1982 – 1984 г. работи като продуцент в TV-AM Ltd., Лондон.
Издава първата си документална книга през 1984 г., след което напуска работата си и се посвещава на писателската си кариера.
След 10 години в жанра на документалната литература, през 1991 г. публикува първия си исторически трилър „Град на хоризонта“ (City of the Horizon) от поредицата „Египетски загадки“, в която главен герой е първия в света частен детектив, писаря Хюи. Поредицата става международен бестселър.
Писателят е най-известен, под псевдонима Оливър Боудън, с поредицата си фентъзи романи „Орденът на асасините“, която е базирана на компютърните игри Assassin's Creed. Първият роман „Ренесанс“ е публикуван през 2009 г.
Антон Джил съдейства на организацията „Приятели на Земята“ за опазването на китовете, и е член е на „Грийнпийс“. Обиколил е почти целия свят, вкл. непосещавани райони в Непал.
През 1982 г. Антон Джил се жени за първата си съпруга Никол Браун, която среща на почивка в Египет. Бракът им е бездетен и те се развеждат през 1998 г. През 2005 г. се жени за втората си съпруга, актрисата Марджи Кампи, с която живее в Париж и Лондон.

## Произведения

### Като Антон Джил

#### Самостоятелни романи
- The Hanging Gale (1995) – като Рей Евънс
- The Sacred Scroll (2012)
- Into Darkness (2014)

#### Поредица „Египетски загадки“ (Egyptian Mystery)
1. City of the Horizon (1991)
2. City of Dreams (1993)
3. City of the Dead (1993)
4. City of Gold (2013)
5. City of Lies (2015)
6. City of Desire (2015)
7. City of the Sea (2015)

#### Поредица „Изгубен и намерен“ (Lost and Found)
1. Artistic Licence (2022)
2. Chasing Shadows (2022)
3. Finishing Touch (2022)

#### Документалистика
- Mad About the Boy: The Life And Times of Boy George And Culture Club (1984)
- Martin Allen is Missing (1984)
- How to Be Oxbridge (1985)
- Croquet, the Complete Guide (1986)
- The Journey Back from Hell: Conversations with Concentration Camp Survivors (1988) – награда „Харолд Хаям Уингейт“
- Berlin to Bucharest: Travels in Eastern Europe (1990)
- A Dance Between Flames: Berlin Between the Wars (1993)
- The Great Escape (1994)
- An Honourable Defeat: A History of German Resistance to Hitler, 1933 – 1945 (1994)
- Ruling Passions: Sex, Race And Empire (1995)
- The Devil's Mariner: A Life of William Dampier, Pirate And Explorer, 1651 – 1715 (1997)
- Last Talons of the Eagle: Secret Nazi Technology Which Could Have Changed the Course of World War II (1998) – с Гари Хайланд
- Extinct (2001) – с Алек Уест
- Peggy Guggenheim: A Biography (2001)
- Il Gigante: Michelangelo, Florence And the David, 1492 – 1504 (2002)
- The Egyptians: The Kingdom of the Pharaohs Brought to Life (2003)
- Trace Your Family History Back to The Tudors: Who Do You Think You Are? (2006)
- Empire's Children (2007)
- Gateway of the Gods: The Rise and Fall of Babylon (2008)
- We Built the Titanic (2010)
- Titanic (2012)
- David Stirling (2015)

### Като Оливър Боудън

#### Поредица „Орденът на асасините“ (Assassin's Creed)
1. Renaissance (2009)
Ренесанс, изд.: ИК „Ера“, София (2010), прев. Емилия Карастойчева
2. Brotherhood (2010)
Братството, изд.: ИК „Ера“, София (2011), прев. Емилия Карастойчева
3. The Secret Crusade (2011)
Тайният кръстоносен поход, изд.: ИК „Ера“, София (2010), прев. Цветана Генчева
4. Revelations (2011)
Прозрение, изд.: ИК „Ера“, София (2012), прев. Емилия Карастойчева
5. Forsaken (2012)
Възмездие, изд.: ИК „Ера“, София (2010), прев. Емилия Карастойчева
6. Black Flag (2013)
Черният флаг, изд.: ИК „Ера“, София (2014), прев. Емилия Карастойчева
7. Unity (2014)
Единство, изд.: ИК „Ера“, София (2015), прев. Емилия Карастойчева
8. Underworld (2015)
Подземен свят, изд.: ИК „Ера“, София (2016), прев. Емилия Карастойчева

#### Поредица „Орденът на асасините: Произход“ (Assassin's Creed Origins)
1. Desert Oath (2017)
Пустинна клетва, изд.: ИК „Ера“, София (2017), прев. Емилия Карастойчева

### Като Антъни Кътлър

#### Поредица „Римски хроники“ (Roman Chronicles)
1. The Accursed (2013)